# トリミング (映画映像の用語)
映画におけるトリミングとは、ワイドスクリーン等で製作された映画の画面アスペクト比やフレーミングを変更加工する事の総称。

## 解説
テレビ創成期に画面比率が、当時主流の映画のアスペクト比 (スタンダード。比率が1.33:1(4:3)又は1.375:1(4.135:3))に合わせた比率で企画され、これがテレビの世界標準サイズとなった。その後映画がテレビに対抗するため画面比率の大きなシネマスコープやビスタビジョン、シネラマなどのワイドスクリーンを次々に開発、テレビとの差異をつけていった。
しかしこれらのワイドスクリーンの映画をテレビ放映する際には画面比率が合致しないため、テレビ画面に収まるように全体を縮小しレターボックスを付加して放送するか、或いは左右を切り取り(トリミング)して4:3になるように加工したものを放送するようになった。
近年、シネマスコープサイズ映画・スタンダードサイズ映画をテレビ放映する際には画面比率が合致しないため、テレビ画面に収まるように左右・上下を切り取り(トリミング)して16:9になるように加工したものを放送する場合がある。
ヒッチコック作品はビスタビジョン上映された作品も、本来はスタンダードサイズで撮影されており、4:3画角テレビ時代には撮影サイズで放送されていたが、16:9画角テレビ時代になってからは劇場公開サイズの放送となっている。
ビデオソフトの黎明期に入ると作品をテレビ放送に準拠し、画面サイズを4:3に加工したものが発売されるようになる。1990年代後半になるとレーザーディスクの普及に伴い、トリミングをせずに全体を縮小し元のサイズに近い形で発売することが徐々に主流となっていった。更にDVDが登場するとスクイーズ収録で発売される作品も続出し、ワイドスクリーンの映画をトリミングして発売するソフトは減少傾向にある。
映像ソフトの主流といえるBD/DVDはほぼ元のサイズに近い形で収録されているが、アナログ時代の地上波放送に関してはトリミングを行い、画面サイズをスタンダードに加工して放送することが主流であった。当時はシネマスコープの作品をスタンダードにまでトリミングすると情報が大きく欠落してしまう事から、トリミング量を最小限に留めた16:9で放送/ビデオソフトを発売する方法も採られた。
逆に「当初スタンダードで製作された作品がビスタで発売される」というトリミング加工が見られる。上下を切るため「上下トリミング」と呼ばれる手法である。このように加工された場合を貧乏ビスタと呼称する場合もある。

## トリミングの功罪
ワイドスクリーンサイズの映画はトリミングすることで、スタンダードやビスタの画面に収まるようになるが、映画は基本的に監督の意図や意向によってスクリーンサイズが定められ、それに見合った構図で設計されている。TV放送やソフト化時にトリミングを行うと、監督の意図した構図が崩れてしまうため、古くから批判の声が挙がっていた。後年になると監督がTV放送/ソフト化用のトリミング作業も手がける作品も登場した。

## 映像編集ソフトでのトリミング
映像編集ソフトにおけるトリミングは、範囲指定した映像の抽出機能を指す為この記事での意味とは異なる。この記事でのトリミング (範囲指定した画面の部分消去によるサイズの調整)に相当する機能は「クロップ」と呼称されている。

## 上下トリミングされた作品の例
公開当時の画面サイズで見る事が困難になっている作品もある。
- 東映まんがまつり - テレビシリーズの放送済みエピソードのブローアップ版、制作はスタンダード、劇場公開時/DVDは上下トリミングのシネマスコープ。
- うる星やつら2 ビューティフル・ドリーマー  - 制作はスタンダード、劇場公開時/DVDは上下トリミングのアメリカンビスタ、VHS/LDは左右トリミングの4:3となっている。監督は「当初からビスタを想定して作製した」と述べている。
- さらば宇宙戦艦ヤマト 愛の戦士たち  - 制作はスタンダード、劇場公開時/DVDは上下トリミングのアメリカンビスタ、BDは左右トリミングの4:3で収録されているので、製作時の想定に近い画面サイズで視聴可能という幸運な例。
- ブラック・ジャック (OVA) - 1993年から2000年まで10作（2011年に追加2作）が制作。そのうち7作目までは劇場公開(非映画コンテンツ)を想定してビスタ加工前提でスタンダードサイズで製作された。2014年発売のリマスター版Blu-rayBOXでビスタサイズでの収録が行われた。
- ドラえもん劇場版  - 1980年～1997年に制作された藤子・F・不二雄が自ら執筆した大長編ドラえもんが原作の18作品。制作はスタンダード、劇場公開時は上下トリミングのアメリカンビスタ、TV放映時/ビデオソフトは左右トリミングの4:3。
- ドラゴンボールZ劇場版 - (1989年～1995年に製作された13作品。制作と劇場公開時はスタンダード、TV放映時は左右トリミングの4:3だった。ビデオソフトは上下トリミングのアメリカンビスタ。
- ドラゴンボール改 - (4:3を想定しスタンダードで制作されたドラゴンボールZのTVシリーズを上下トリミングして16:9で放送/DVD化、BD版は4:3のままで収録。魔人ブウ編はDVD/BD共に16:9。
- るろうに剣心 追憶編 (制作はスタンダード、アメリカンビスタサイズに再編集した『特別版』が制作された。ドラゴンボール改同様当初の4:3版も発売。
- 銀河鉄道999劇場版 - 1979年と1981年に作製された2作品。制作と劇場公開時はスタンダード、何度かスタンダードのままTV放映されたが、DVD/BDはアメリカンビスタ。
- 美少女戦士セーラームーン劇場版  - 制作と公開はスタンダード、ビデオソフトは上下トリミングのアメリカンビスタ。
- 世界名作劇場  - 1975年～1996年に制作された23作品。4:3を想定しスタンダードで制作され、日本アニメーションの40周年記念でHDリマスターされたが、再放送用HDマスターは上下トリミングの16:9になった （ビデオソフト用HDマスターは左右をトリミングした4:3）。
- 白雪姫  - 制作はスタンダード、1969年にリバイバル上映された際にシネマスコープサイズで上映された事案があった。場面によっては人物が見切れる事態が起きていた